# Большая энциклопедия «Терра»
Больша́я энциклопе́дия «Те́рра» — универсальная энциклопедия, коммерческий проект издательства «Терра». Создавалась с 2000 года, анонсирована 12 октября 2005 года, все тома изданы одновременно в 2006 году (в отличие от Большой российской энциклопедии, которая выпускалась в период 2004—2017 годов по 2—3 тома в год) и тогда же начали распространяться по подписке. При издании энциклопедии был анонсирован проект издания электронной версии энциклопедии; текстовая версия (без иллюстраций) была доступна на сайте издательства в период 2012—2022 годов.

## Авторы
Энциклопедия имеет следующие характеристики:
- Общий словник — свыше 300 000 слов (включая разъяснённые термины и отсылочные статьи).
- Более 160 000 обзорных, понятийных и биографических статей.
- Не менее 60 000 цветных и чёрно-белых иллюстраций.
- 340 географических и политических карт.
- Издание отпечатано в Германии на матовой мелованной бумаге плотностью 115 г/м².
- 62 тома.
- Формат тома: 195×280 мм.
- Число страниц в томе: 592 (в среднем).
- Стоимость комплекта в момент начала распространения издания — 58 000 руб.

Научно-редакционный Совет энциклопедии, во главе которого стоит академик Геннадий Андреевич Месяц, вице-президент Российской академии наук, состоит из 10 академиков, весь авторский коллектив состоит из более чем 500 человек. Статьи в энциклопедии не подписаны (в отличие, например, от 3-го издания БСЭ, БРЭ или ЭСБЕ), в конце каждого тома приводится лишь список авторов. Главный редактор энциклопедии Сергей Кондратов объяснил это решение тем, что составителям таким образом легче придерживаться нейтральной позиции.

## Статьи
Согласно утверждениям издательства, статьи в энциклопедии деидеологизированы и носят исключительно фактологический характер, не включая политических, этических, а также любых положительных либо негативных оценок персоналий и явлений мировой истории и современности.
Большая энциклопедия «Терра» своеобразна по своей концепции. Больший объём (при прочих равных) имеют те статьи, информацию о предмете которых получить, по мнению редакции, сложнее. Например, статья о Н. В. Гоголе в энциклопедии занимает половину столбца, а статья о Борисе Виане — полтора. Кроме статьи о поэте Байроне, имеется статья о певце Байроне.
Сведения в энциклопедии приведены по состоянию на 2000—2005 годы. Например, имеются статьи об Августовском путче 1991 года, Октябрьских событиях 1993 года. Создание энциклопедии не финансировалось государством и было осуществлено за счёт частного финансирования. Это нашло отражение в составе приведённых биографий — помещены статьи, посвящённые таким персоналиям, как Л. Слиска (вице-спикер Государственной Думы), А. Пугачёва, Б. Абрамович и др.
В последнем томе энциклопедии после статей на букву «Я» размещается так называемый «латинский блок». Здесь по порядку латинского алфавита расположены статьи из языков с латинской системой письменности, употребляемые в современном русском литературном языке, например, крылатые латинские выражения, а также некоторые технические термины — DVD, Dolby Surround, названия зарубежных музыкальных групп и др.
Редакцией был запланирован выпуск ежегодников «Большой энциклопедии», в которых должна была даваться новая информация, не вошедшая в основное издание, однако в 2008 году вышел первый и единственный двухтомный «Ежегодник 2007». Кроме того, на базе «Большой энциклопедии» предполагалось издание целого ряда отраслевых энциклопедий с развёрнутыми словниками и подробными статьями по данной тематике. По состоянию на 2010 год вышли энциклопедия «Революция и Гражданская война в России 1917—1923 гг.» в 4-х томах, энциклопедия «Фашизм и антифашизм» в 2-х томах и 15-томная «Энциклопедия живописи».

## Судебные процессы
В 2008 году житель Северодвинска Владимир Гордиенко обнаружил в приобретённом им многотомнике энциклопедии «Терра» более 260 ошибок. Он написал в издательство, но оно проигнорировало его претензии. Тогда читатель подал иск в суд, потребовав возврата уплаченной за энциклопедию суммы. В декабре 2010 года Северодвинский городской суд, опираясь на данные экспертизы, признал, что «Большая энциклопедия» не соответствует стандартам справочного издания и удовлетворил требование истца. В пользу В. Гордиенко с ООО «Издательство Терра» было взыскано 99 900 рублей (стоимость книг и компенсация морального вреда). Кроме того на издательство был наложен штраф в 50 тысяч рублей.
В марте 2010 года Уполномоченный по правам человека в Чеченской Республике Нурди Нухажиев обратился в Совет Федерации РФ, Государственную думу РФ, Генеральную прокуратуру РФ, Российскую академию наук и Министерство культуры РФ с требованием изъять из обращения 58-й том «Большой энциклопедии» и привлечь к ответственности главного редактора. По мнению Н. Нухажиева, в статье «Чеченская Республика» «преднамеренно собран весь набор негативных стереотипов о чеченцах», события, происходящие в Чечне, освещаются «без соблюдения принципа историзма», а о чеченском народе говорится с «ненавистью и пренебрежением». Кроме того, Н. Нухажиев и ряд правозащитных организаций Чеченской Республики обратились к московскому адвокату Мураду Мусаеву, который собрал и систематизировал ряд экспертных заключений, подвергших резкой критике содержание статьи «Чеченская Республика». Так, например, Институт востоковедения РАН счёл, что авторами произведена намеренная фальсификация истории чеченского народа. Адвокат М. Мусаев инициировал обращение в суд с заявлением о признании статьи «Чеченская Республика» экстремистской. Выступая в суде, М. Мусаев заявил, в частности, что «дети и молодые люди, черпающие из энциклопедии основы собственных знаний о мире, не должны становиться аудиторией ксенофобов и шовинистов, дышащих ненавистью к целым народам». 5 апреля 2010 года Заводской районный суд Грозного признал статью «Чеченская Республика» экстремистской и постановил конфисковать 58-й том энциклопедии. 25 мая 2010 года Верховный суд Чечни отклонил кассационную жалобу издательства. В соответствии с решением суда, 58-й том энциклопедии был полностью изъят из продажи.
В 2011 году житель Москвы И. А. Яшенко, оплативший, но так и не получивший 58-й том «Большой энциклопедии „Терра“», подал иск в суд, требуя компенсацию. Суд постановил, что ООО «Издательство Терра» должно возместить истцу моральный и материальный ущерб в размере 100 000 рублей.